# For the Stars
For the Stars è un album in studio del musicista britannico Elvis Costello e della mezzosoprano svedese Anne Sofie von Otter, pubblicato nel 2001.

## Tracce
1. No Wonder (Elvis Costello)
2. Baby Plays Around (Cait O'Riordan, Declan MacManus)
3. Go Leave (Kate McGarrigle)
4. Rope (Elvis Costello, Fleshquartet)
5. Don't Talk (Put Your Head on My Shoulder) (Brian Wilson, Tony Asher)
6. Broken Bicycles/Junk (Tom Waits/Paul McCartney)
7. The Other Woman (Jessie Mae Robinson)
8. Like an Angel Passing Through My Room (Benny Andersson, Björn Ulvaeus)
9. Green Song (Elvis Costello, Svante Henryson)
10. April After All (Ron Sexsmith)
11. You Still Believe in Me (Brian Wilson, Tony Asher)
12. I Want to Vanish (Elvis Costello)
13. For No One (John Lennon, Paul McCartney)
14. Shamed Into Love (Declan MacManus, Rubén Blades)
15. Just a Curio (Elvis Costello, Fleshquartet)
16. This House Is Empty Now (Burt Bacharach, Elvis Costello)
17. Take It With Me (Kathleen Brennan, Tom Waits)
18. For the Stars (Elvis Costello)